# 木村嘉秀
木村嘉秀（きむら よしひで、1956年1月29日 - 2003年12月5日）は日本の財務官僚。

## 来歴
熊本県出身。保険学者木村榮一の長男。アナモサハイスクール、東京大学法学部第1類（私法コース）卒業。東大法学部在学中に国家公務員上級試験に一桁で合格し、司法試験にも合格。1978年（昭和53年）大蔵省入省（大臣官房文書課）。1980年（昭和55年）6月 大臣官房付（留学）。1981年（昭和56年）7月 主計局総務課調査主任。1982年（昭和57年）7月 主計局総務課企画係長。1983年（昭和58年）7月 瀬戸税務署長。1984年（昭和59年）7月 国際金融局国際機構課長補佐（企画・国際機関）。サミットを担当。1986年（昭和61年）6月 防衛庁防衛局防衛課年度班。その後は主税局、関税局、日本輸出入銀行海外投資研究所、証券局担当の大臣官房企画官などを歴任。1997年（平成9年）7月 主計局共済課長､（併）内閣官房内閣内政審議室。1998年（平成10年）7月 主計局調査課長。1999年（平成11年）7月 信州大学経済学部教授。2001年（平成13年）7月 関東財務局総務部長。2003年（平成15年）8月 関東財務局金融安定監理官。同年12月5日 急性心不全で死去。享年47歳。墓所は多磨霊園。
木村が国際機構課長補佐の時、課長となった久保田勇夫は局長である行天豊雄から「あそこには猛烈に出来る課長補佐がいる。彼を怒らせないように、上手に使ってほしい」と訓示されており、久保田も「大蔵省の中でも特に優秀な男で高校時代に米国留学でマスターした米語は、ネイティブを通り越してネイティブのある地方の米語を話すといった方が正確。在学中に司法試験に合格。法律に強く、論理的な思考に滅法秀でていた」、「国際化が進み、国際分野で活躍しうる人材の不足が言われている現在、有為な人物が仕事のため途中で死亡したりするのは残念であり、勿体ない話である」などと述べている。
妻の純子は岸田文雄と岸田武雄の妹。

## 略歴
- 1978年（昭和53年）4月：大蔵省入省（大臣官房文書課）
- 1980年（昭和55年）6月：大臣官房付（留学）
- 1981年（昭和56年）7月：主計局総務課調査主任[4]
- 1982年（昭和57年）7月：主計局総務課企画係長[5]
- 1983年（昭和58年）7月：瀬戸税務署長
- 1984年（昭和59年）7月：国際金融局国際機構課長補佐（企画・国際機関）[6]
- 1986年（昭和61年）年6月：防衛庁防衛局防衛課年度班
- 1988年（昭和63年）6月：主税局総務課長補佐（広報） 兼 主税局調査課長補佐[10]
- 1989年（平成元年）7月：主税局国際租税課長補佐（総括）[11]
- 1990年（平成2年）7月：関税局国際調査課長補佐
- 1991年（平成3年）5月：日本輸出入銀行海外投資研究所主任研究員
- 1994年（平成6年）7月：大臣官房企画官 兼 証券局証券業務課
- 1995年（平成7年）6月：大臣官房企画官 兼 証券局総務課 兼 証券局証券市場課
- 1997年（平成9年）7月：主計局共済課長､（併）内閣官房内閣内政審議室
- 1998年（平成10年）7月：主計局調査課長
- 1999年（平成11年）7月：信州大学経済学部教授
- 2001年（平成13年）7月：関東財務局総務部長
- 2002年（平成14年）7月：関東財務局総務部長 兼 関東財務局長心得
- 2002年（平成14年）7月：関東財務局総務部長
- 2003年（平成15年）8月：関東財務局金融安定監理官
- 2003年（平成15年）12月5日：急性心不全で死去 享年47歳。